# Boisserolles
Boisserolles är en kommun i departementet Deux-Sèvres i regionen Nouvelle-Aquitaine i västra Frankrike. Kommunen ligger i kantonen Beauvoir-sur-Niort som tillhör arrondissementet Niort. År 2018 hade Boisserolles 47 invånare.

## Befolkningsutveckling
Antalet invånare i kommunen Boisserolles
| Referens: INSEE |